# Puehu
Le Puehu est un petit cône volcanique des États-Unis situé à Hawaï, sur les flancs du Mauna Loa mais appartenant au Kīlauea d'un point de vue géologique.

## Géographie
Le Puehu se trouve aux États-Unis, dans le Sud-Est de l'archipel et de l'État d'Hawaï, dans le Sud de l'île du même nom. Administrativement, il fait partie du district de Kaʻū du comté d'Hawaï. Il est entouré par la Hawaii Route 11 au nord-ouest, la localité de Punaluʻu et l'océan Pacifique au sud-est et la localité de Ninole au sud. Bien qu'il se trouve sur le flanc Sud du Mauna Loa, il appartient d'un point de vue géologique au volcan voisin du Kīlauea, au système volcanique du rift Sud-Ouest situé à quelques kilomètres à l'est. Il forme une petite proéminence du terrain qui s'élève à 80 mètres d'altitude au pied de laquelle se trouve une petite carrière.

## Histoire
La lave composant le Puehu date de la fin du Pléistocène et du début de l'Holocène, il y a entre 5 000 et 16 000 ans, et elle fait partie des basaltes de Puna. Il est ensuite partiellement recouvert des coulées de lave émises depuis le rift Sud du Mauna Loa et progressant depuis le nord-ouest, ce qui le coupe du reste du Kīlauea. Ces coulées faisant partie des basaltes de Kaʻū sont datées du milieu et de la fin de l'Holocène, il y a entre 1 500 et 11 000 ans.